# 薩納克島

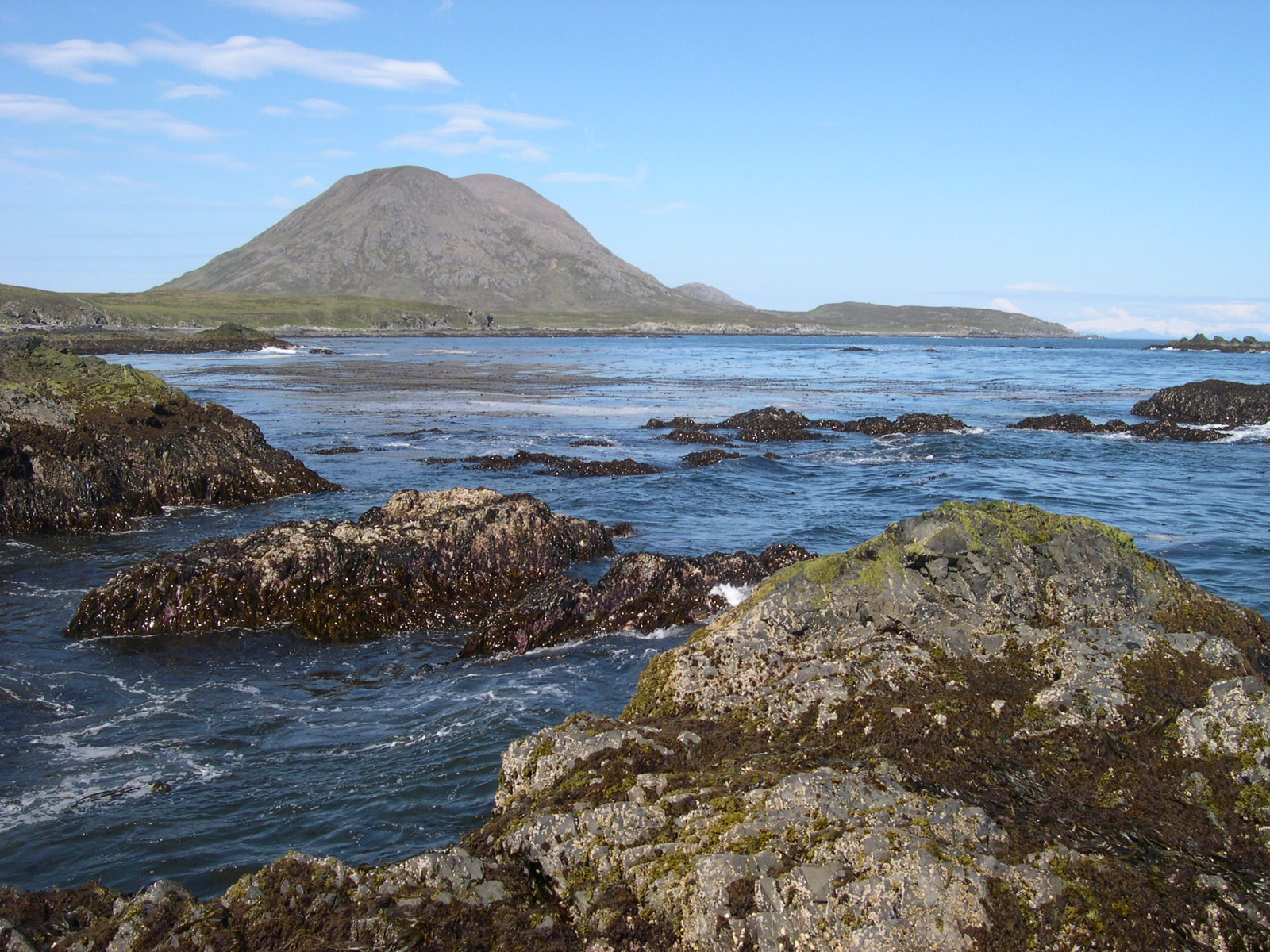
从薩納克島北侧看薩納克峰

薩納克島是美國的島嶼，位於太平洋海域，屬於福克斯群島的一部分，由阿拉斯加州負責管轄，長21公里，該島自公元前5600年有人類居住，現時島上無人居住。